# Гарайда, Иван Андреевич
Иван Андреевич Гарайда (29 января 1905, с. Заречово Унгского комитата Венгрии (ныне Перечинский район) — 1944) — польский и русинский учёный, историк, филолог, редактор, преподаватель.

## Биография
Иван Гарайда родился 29 января 1905 года в селе Заречово в семье директора сельской школы Андрея Гарайды. В этом же селе 43 года директором церковной школы работал его дед по матери — Иван Торма, мать и дядя которого также занимались богослужением.
В 1928 году окончил юридический факультет Будапештского университета; в 1934 году — филологическое отделение Краковского университета, также учился на философском факультете Печского университета.
В 1934—1939 годах преподавал венгерский язык в Краковском университете. После немецкой оккупации Польши арестован гестапо и отправлен с другими польскими профессорами в концлагерь Заксенхаузен, откуда освобождён по запросу венгерских властей.
В ноябре 1940 — октябре 1944, после переезда в Ужгород, работал исполнительным директором Подкарпатского общества наук.
В 1941—1943 — редактор журнала «Зоря-Hajnal»;
В 1942—1944 — редактор журнала «Русская молодежь»;
В 1941—1944 — редактор журнала «Литературная пятница», серии «Литературно-научная библиотека» и «Народная библиотека».
В ноябре 1944 года Гарайда был арестован службой советской военной контрразведки «СМЕРШ» по обвинению в антисоветской пропаганде, но до суда дело не дошло, поскольку 13 декабря 1944 года он умер в тюрьме, по официальной причине — «от сердечного приступа».

## Научная деятельность
Активная научная деятельность И. Гарайды способствовала развитию науки и культуры в закарпатском крае в годы Второй мировой войны.
В 1943 г. — совместно с Н. Лелекачем выступил составителем справочного издания «Общая библиография Подкарпатья» в Ужгороде, которое было запрещено на территории бывшего СССР. Лишь в 2000 году книга была переиздана в ужгородском издательстве В. Падяка со значительными дополнениями и введением неизвестных архивных материалов по этой теме.
В 1941 г. в Ужгороде вышла «Грамматика руського языка», которая стала официальным учебником для украинских школ Венгрии.
1942—1944 — И. Гарайда издал «Большой сельскохозяйственный календарь Подкарпатского общества наук».

## «Грамматика руського языка» (1941)
Учёного всё время беспокоил тот факт, что подкарпатские русины не имели общенародной грамматики, единой для простого люда и интеллигенции. Одной из главных проблем того времени была неудовлетворённая потребность людей к саморазвитию, которому препятствовала устаревшая и не всегда понятная грамматика, на основе которой были написаны книги и издавались периодические издания.
Именно поэтому 28 февраля 1941 года в Будапеште состоялось заседание языковой комиссии Подкарпатского общества наук, решением которого были приняты основные положения будущей «Грамматики руського языка», созданной на живой основе. Необходимость создания универсальной грамматики была вызвана желанием стандартизировать разговорный язык и публикацию на его основе книг и газет, которые были бы понятны народу. За то, что в своей «Грамматике» И. Гарайда соединил народно-диалектический язык с историческим правописанием, учёному предъявлялись обвинения[кем?] в попытке создать отдельный литературный язык для подкарпатских русинов.
И. Гарайда называл «Грамматику» определённым компромиссом по вопросам, разделявшим сторонников различных подходов к решению языкового вопроса на враждующие лагеря. Язык, предложенный учёным, стал стандартом для целого ряда научных, беллетристических публикаций и изданий для детей, которые увидели свет на Подкарпатской Руси в течение Второй мировой войны. Несмотря на неодобрительное отношение венгерского правительства к употреблению русинского языка, несколько авторов этого периода, в том числе представители нового поколения гимназистов, продолжали публиковаться на этом языке.
Грамматика И. Гарайды нашла широкое использование в школьной системе Подкарпатской Руси.

## Сочинения
- «И. Гарайда». Грамматика руського языка. — Ужгород, 1941. — 143 с.
- Загальна библіографія Подкарпатя /Зложили Лелекачъ Н., Гарайда И. = Kárpátalja általános bibliográfiája / Összeállították Lelekács Miklós és Harajda János: З додатками: 1. Библіографія подкарпатской руськой литературы; 2. Библіографія подкарпатской руськой исторі‰ литературы / Передмова Д. Данилюка (на укр. мові); Післямова В. Падяка (на укр. мові). Ужгород: Вид-во В. Падяка, 2000.-214 с. Портр